# Zaxxon
Cet article concerne la série de jeux vidéo. Pour le jeu vidéo, voir Zaxxon (jeu vidéo).
 (juin 2020).
Si vous disposez d'ouvrages ou d'articles de référence ou si vous connaissez des sites web de qualité traitant du thème abordé ici, merci de compléter l'article en donnant les références utiles à sa vérifiabilité et en les liant à la section « Notes et références ».
Zaxxon (ザクソン) est une série de jeux vidéo d'action de type shoot 'em up à la troisième personne issue de la franchise du même nom, développée et éditée par Sega.

## Liste de jeux
- 1982 - Zaxxon
- 1982 - Super Zaxxon
- 1984 - Zaxxon Super Game
- 1987 - Zaxxon 3-D
- 1995 - Motherbase
- 2012 - Zaxxon Escape